# Arteria esplénica

Suministro sanguíneo al estómago, procedente del tronco celíaco. La arteria esplénica también está señalada.

La arteria esplénica es una arteria que se origina en el tronco celíaco. Esta arteria se encarga de abastecer al bazo y parte del estómago de sangre oxigenada.

## Ramas
La arteria esplénica emite ramas hacia el estómago y páncreas antes de alcanzar el bazo.
Ramas colaterales:
- Ramas pancreáticas de la arteria esplénica:[2] múltiples ramas que irrigan el páncreas. La mayor de ellas es la arteria pancreática mayor.
- Arterias gástricas cortas: se dirigen a la curvatura mayor del estómago.
- Arteria gastro-omental izquierda:[3] se dirige a la curvatura mayor del estómago.
- Arteria gástrica posterior:[3] se dirige a la parte posterior del estómago y la región gástrica superior a la arteria esplénica.

Ramas terminales:
- Rama superior.[2]
- Rama inferior.[2]

Nótese que las ramas de la arteria esplénica no llegan hasta la parte inferior de la curvatura mayor del estómago. En su lugar, esa zona es irrigada por la arteria gastro-omental derecha, una rama de la arteria gastroduodenal. Las dos arterias gastro-omentales se anastomosan entre sí en ese punto.

### Ramas en la Terminología Anatómica
La Terminología Anatómica contempla las siguientes ramas:
A12.2.12.041 Ramas pancreáticas de la arteria esplénica (rami pancreatici arteriae splenicae).
- A12.2.12.042 Arteria pancreática dorsal (arteria pancreatica dorsalis).
- A12.2.12.043 Arteria pancreática inferior (arteria pancreatica inferior).
- A12.2.12.044 Arteria prepancreática (arteria prepancreatica).
- A12.2.12.045 Arteria pancreática mayor (arteria pancreatica magna).
- A12.2.12.046 Arteria de la cola del páncreas (arteria caudae pancreatis).

A12.2.12.047 Arteria gastro-omental izquierda; arteria gastroepiploica izquierda (arteria gastroomentalis sinistra).
- A12.2.12.048 Ramas gástricas de la arteria gastro-omental izquierda (rami gastrici arteriae gastroomentalis sinistrae).
- A12.2.12.049 Ramas omentales de la arteria gastro-omental izquierda (rami omentales arteriae gastroomentalis sinistrae).

A12.2.12.050 Arterias gástricas cortas (arteriae gastricae breves).
A12.2.12.051 Ramas esplénicas de la arteria esplénica (rami splenici arteriae splenicae; rami lienales arteriae splenicae).
A12.2.12.052 Arteria gástrica posterior (arteria gastrica posterior).

## Trayecto y distribución
Esta arteria es la rama mayor del tronco celíaco; se trata de una vía tortuosa, que tiene su recorrido por el borde posterosuperior del páncreas, por encima del cuerpo y la cola del mismo, llegando a la arteria gastro-omental izquierda para luego dividirse en un número de ramas que puede ser de 5 o 6: dos de ellas alimentan la curvatura mayor del estómago, la polar superior da los vasos cortos al estómago e irriga el polo superior del bazo, y las restantes van directamente al bazo.
Al llegar al bazo se bifurca en varias ramas, agrupadas en dos grupos: superior e inferior. Cada una de las ramas terminales emite arteriolas que penetran en el hilio del bazo.
Durante su curso, es acompañada por una vena de nombre similar, la vena esplénica, que drena en la vena porta hepática.

## Patología
Los aneurismas de arteria esplénica son raros, pero aún son el tercer caso más común de aneurisma abdominal tras los aneurismas de aorta abdominal y arteria ilíaca.
Pueden producirse en mujeres embarazadas en el tercer trimestre, y su ruptura causa una mortalidad maternal de más del 50% y una mortalidad fetal del 70-90%. Entre los factores de riesgo se encuentran el tabaco y la hipertensión arterial. En pacientes que presentan un riesgo quirúrgico elevado se puede considerar una exclusión por vía percutánea usando Catéteres.

## Imágenes adicionales

Tomografía axial computarizada renderizada en 3D, mostrando la arteria esplénica arriba y a la derecha.
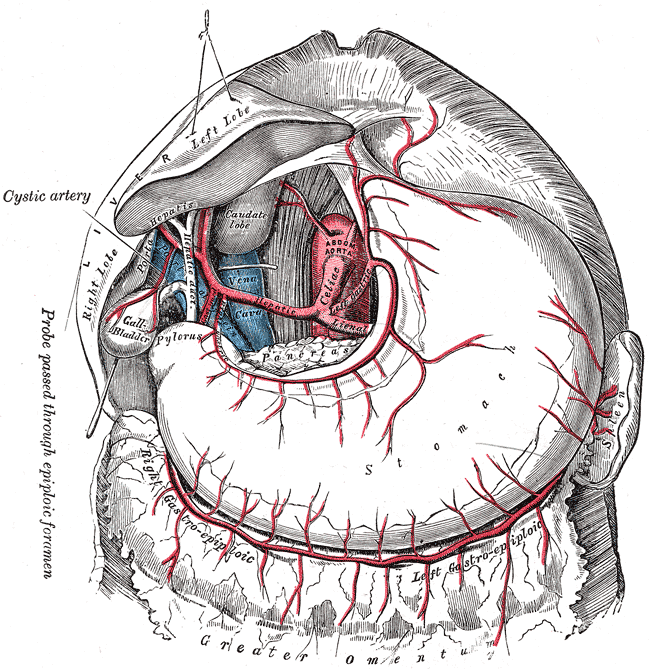
Tronco celíaco y sus ramas.
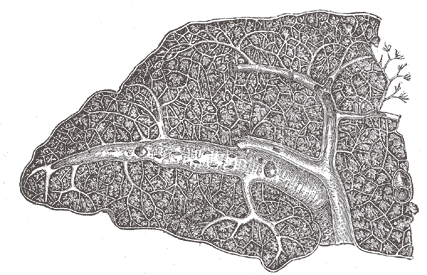
Sección transversal de un bazo humano, mostrando la distribución de la arteria esplénica y sus ramas.
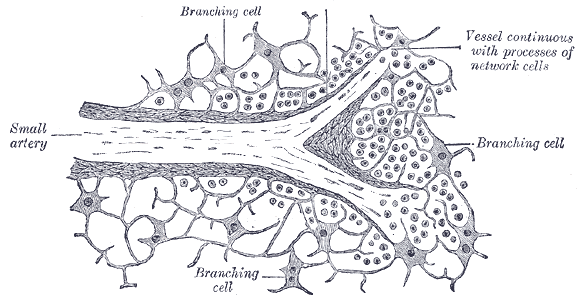
Sección del bazo, mostrando la terminación de los pequeños vasos sanguíneos.
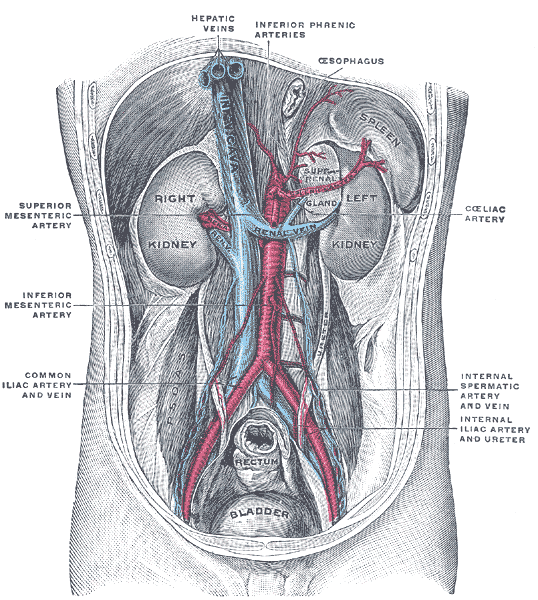
Pared abdominal posterior, tras retirar el peritoneo, mostrando los riñones, glándulas suprarrenales y grandes vasos.
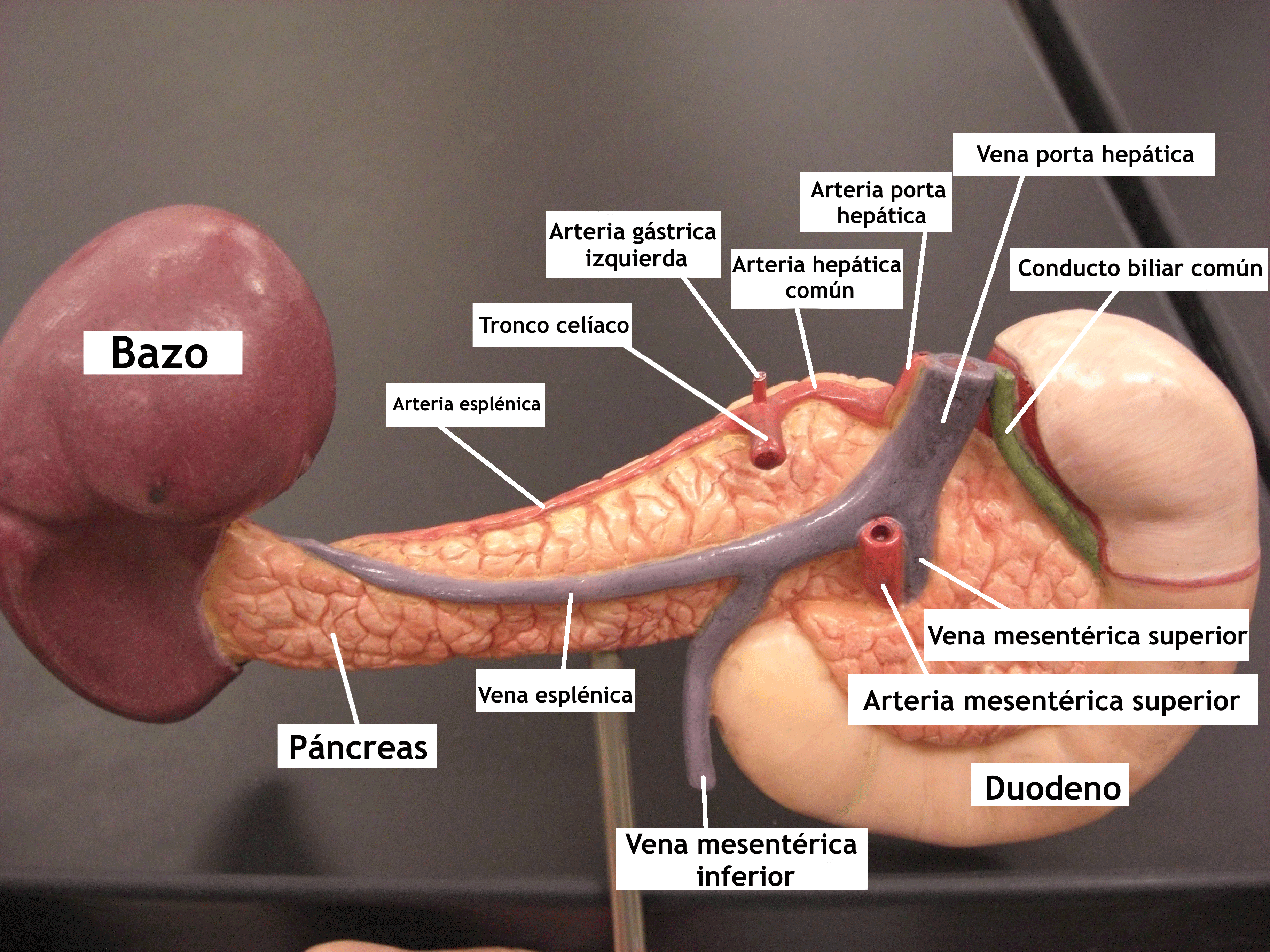
Arterias y venas alrededor del páncreas y el bazo.